# Phalangium uncatum
Phalangium uncatum is een hooiwagen uit de familie echte hooiwagens (Phalangiidae).